# Alice and the Dog Catcher
Alice and the Dog Catcher é um curta-metragem de animação estadunidense de 1924, lançado como parte da série Alice Comedies.